# Paul Lob

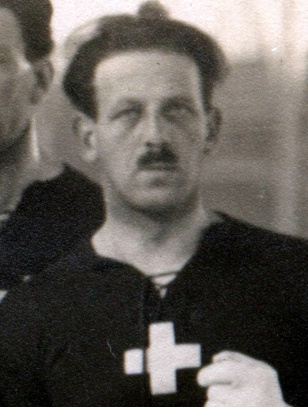
Paul Lob (1920)

Paul Lob (* 13. Juli 1893 in La Tour-de-Peilz, Kanton Waadt, Schweiz; † 22. Februar 1965 in Montreux, Kanton Waadt, Schweiz)  war ein Schweizer Eishockeyspieler.

## Karriere
Paul Lob nahm für die Schweizer Eishockeynationalmannschaft an den Olympischen Sommerspielen 1920 in Antwerpen teil. Auf Vereinsebene spielte er für den Genève-Servette HC.